# Мерданя
Мерда́ня (болг. Мерданя) — село у Великотирновській області Болгарії. Входить до складу общини Лясковець.

## Населення
За даними перепису населення 2011 року у селі проживала 591 особа.
Національний склад населення села:
| Національність   | Кількість осіб | Відсоток |
| ---------------- | -------------- | -------- |
| болгари          | 572            | 99,0%    |
| турки            | 5              | 0,9%     |
| цигани           | 0              | 0%       |
| Всього відповіли | 578            |          |

Розподіл населення за віком у 2011 році:
Динаміка населення: